# 6-Stunden-Rennen von Dijon 1978

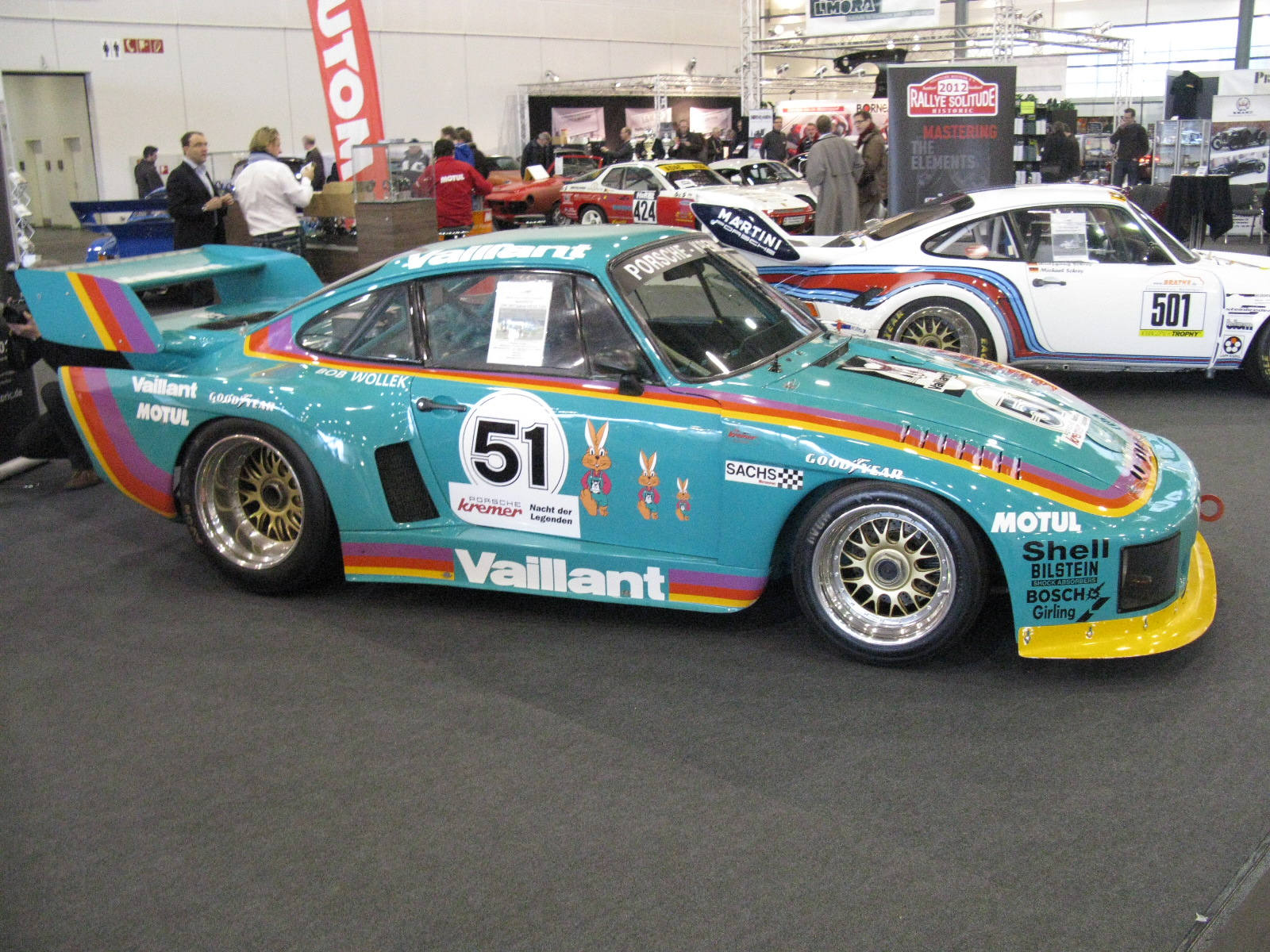
Kremer-Porsche 935

Das 6-Stunden-Rennen von Dijon 1978, auch 6 Hours Dijon, fand am 16. April auf dem Circuit de Dijon-Prenois statt und war der fünfte Wertungslauf der Sportwagen-Weltmeisterschaft dieses Jahres.

## Das Rennen
Mit dem Rennen in Dijon fand die Sportwagen-Weltmeisterschaft 1978 ihre Fortsetzung. Wegen einer sehr schlechten Wetterprognose verkürzte der Veranstalter die Renndistanz von sechs auf vier Stunden. Der große Regen blieb am Renntag aus, die Rennverkürzung blieb. Erneut waren die eingesetzten Porsche 935 den Konkurrenzprodukten von BMW deutlich überlegen. Den Gesamtsieg fuhren Bob Wollek und Henri Pescarolo im Kremer-Porsche 935 ein.

## Ergebnisse

### Schlussklassement
| 1               | Gr. 5 | 2  | Porsche Kremer Racing   | Bob Wollek Henri Pescarolo                       | Porsche 935/77A     | 169 |
| 2               | Gr. 5 | 5  | Gelo Racing Team        | John Fitzpatrick Hans Heyer Toine Hezemans       | Porsche 935/77A     | 166 |
| 3               | Gr. 5 | 21 | BMW Italia – Osella     | Giorgio Francia Eddie Cheever                    | BMW 320i            | 165 |
| 4               | Gr. 5 | 23 | BMW Sweden              | Bo Emanuelsson Ingvar Carlsson                   | BMW 320i            | 165 |
| 5               | Gr. 5 | 9  | ASA Cachia              | Jean-Louis Lafosse Claude Ballot-Léna            | Porsche 935         | 162 |
| 6               | Gr. 5 | 3  | Porsche Kremer Racing   | Dieter Schornstein Louis Krages                  | Porsche 935/77A     | 157 |
| 7               | Gr. 5 | 24 | BMW Schweiz             | Marc Surer Freddy Kottulinsky                    | BMW 320i            | 151 |
| 8               | GT    | 31 | Meccarillos Racing Team | Angelo Pallavicini Peter Bernhard Enzo Calderari | Porsche 934         | 149 |
| 9               | GT    | 36 | Kenneth Leim            | Kurt Simonsen Kenneth Leim                       | Porsche 934         | 147 |
| 10              | Gr. 5 | 12 | Klaus Drees             | Wolfgang Kauwertz Klaus Drees Peter Hähnlein     | Porsche 935         | 146 |
| 11              | GT    | 39 | Christian Bussi         | Christian Bussi André Gahinet Bernard Salam      | Porsche 934         | 146 |
| 12              | GT    | 34 | ASA Cachia              | Georges Bourdillat Alain-Michel Bernard          | Porsche Carrera RSR | 146 |
| 13              | Gr. 5 | 20 | BMW Belgium             | Patrick Nève Harald Grohs                        | BMW 320i            | 143 |
| 14              | GT    | 30 | Heinz Schiller          | Gérard Vial Antoine Salamin                      | Porsche 934         | 137 |
| 15              | GT    | 37 | Anne-Charlotte Verney   | Anne-Charlotte Verney Hubert Striebig            | Porsche Carrera RSR | 133 |
| 16              | GT    | 38 | Max Moritz              | Edgar Dören Gerhard Holup                        | Porsche 934         | 119 |
| Ausgefallen     |       |    |                         |                                                  |                     |     |
| 17              | Gr. 5 | 4  | Meccarillos Racing Team | Claude Haldi Herbert Müller                      | Porsche 935         | 143 |
| 18              | Gr. 5 | 6  | Gelo Racing Team        | Toine Hezemans Klaus Ludwig                      | Porsche 935/77A     | 101 |
| 19              | GT    | 32 | Preben Kristoffersen    | Eberhard Sindel Preben Kristoffersen             | Porsche 934         | 88  |
| 20              | Gr. 5 | 25 | Faltz Preparation       | Dieter Quester Tom Walkinshaw                    | BMW 320i            | 81  |
| 21              | Gr. 5 | 11 | Carlo Noce              | Mario Casoni Dino Mallet                         | Porsche 935         | 31  |
| 22              | Gr. 5 | 8  | Konrad Racing           | Franz Konrad Volkert Merl                        | Porsche 935/77A     | 30  |
| Nicht gestartet |       |    |                         |                                                  |                     |     |
| 23              | GT    | 33 | Scuderia Basilea        | Peter Zbinden Edi Kofel                          | Porsche 934         | 1   |

1 nicht gestartet

### Nur in der Meldeliste
Zu diesem Rennen sind keine weiteren Meldungen bekannt.

### Klassensieger
| Klasse | Fahrer             | Fahrer          | Fahrer         | Fahrzeug        | Platzierung im Gesamtklassement |
| ------ | ------------------ | --------------- | -------------- | --------------- | ------------------------------- |
| Gr. 5  | Bob Wollek         | Henri Pescarolo |                | Porsche 935/77A | Gesamtsieg                      |
| GT     | Angelo Pallavicini | Peter Bernhard  | Enzo Calderari | Porsche 934     | Rang 8                          |

### Renndaten
- Gemeldet: 23
- Gestartet: 22
- Gewertet: 16
- Rennklassen: 2
- Zuschauer: unbekannt
- Wetter am Renntag: kalt und wolkig
- Streckenlänge: 3,800 km
- Fahrzeit des Siegerteams: 4:00:55,850 Stunden
- Gesamtrunden des Siegerteams: 169
- Gesamtdistanz des Siegerteams: 642,200 km
- Siegerschnitt: 159,930 km/h
- Pole Position: Toine Hezemans – Porsche 935/77A (#6) – 1:20,440 = 170,965 km/h
- Schnellste Rennrunde: Toine Hezemans – Porsche 935/77A (#6) – 1:21,700 = 167,442 km/h
- Rennserie: 5. Lauf zur Sportwagen-Weltmeisterschaft 1978